# محطة قطار مركزيت همفراتس
محطة قطار مركزيت همفراتس (بالعبرية: תחנת הרכבת מרכזית המפרץ تَخَنَاتْ هَارَكِيڤِتْ مِرْكَزِيتْ هَمِفْرَاتْسْ) تُترجم إلى محطة قطار الخليج المركزية. هي محطة ركاب تابعة لخطوط السكك الحديدية الإسرائيلية، وتشكل جزءًا من مركز المواصلات «مركزيت همفراتس» في حيفا. تخدم المحطة كل من منطقة شرقي حيفا ومدينة نيشر والكريوت والمنطقة الصناعية والتجارية تشيك بوست وخليج حيفا.
تعتبر أول محطة قطار في إسرائيل تخدم مسارين مختلفين من السكك الحديدية، حيث تقع الأرصفة التي تخدم الخط الساحلي بالقرب من مركز التسوق «سينمول»، ويقع الرصيف الوحيد الذي يخدم خط هَعِيمِك (المرج) على جسر يمتد فوق مركزيت همفراتس. كما أنها أول محطة قطار في إسرائيل يتم بناؤها بمبادرة من مستثمر خاص وبتمويل جزئي.
تقع محطة مركزيت همفراتس بين محطتي «حيفا مركاز–هشموناه» و«حوتسوت همفراتس» على السكة الحديدية الساحلية. وتعتبر محطة قطار «يوكنعام–كفار يهوشوع» المحطة التالية على سكة حديد المرج باتجاه بيت شان.

## تاريخ

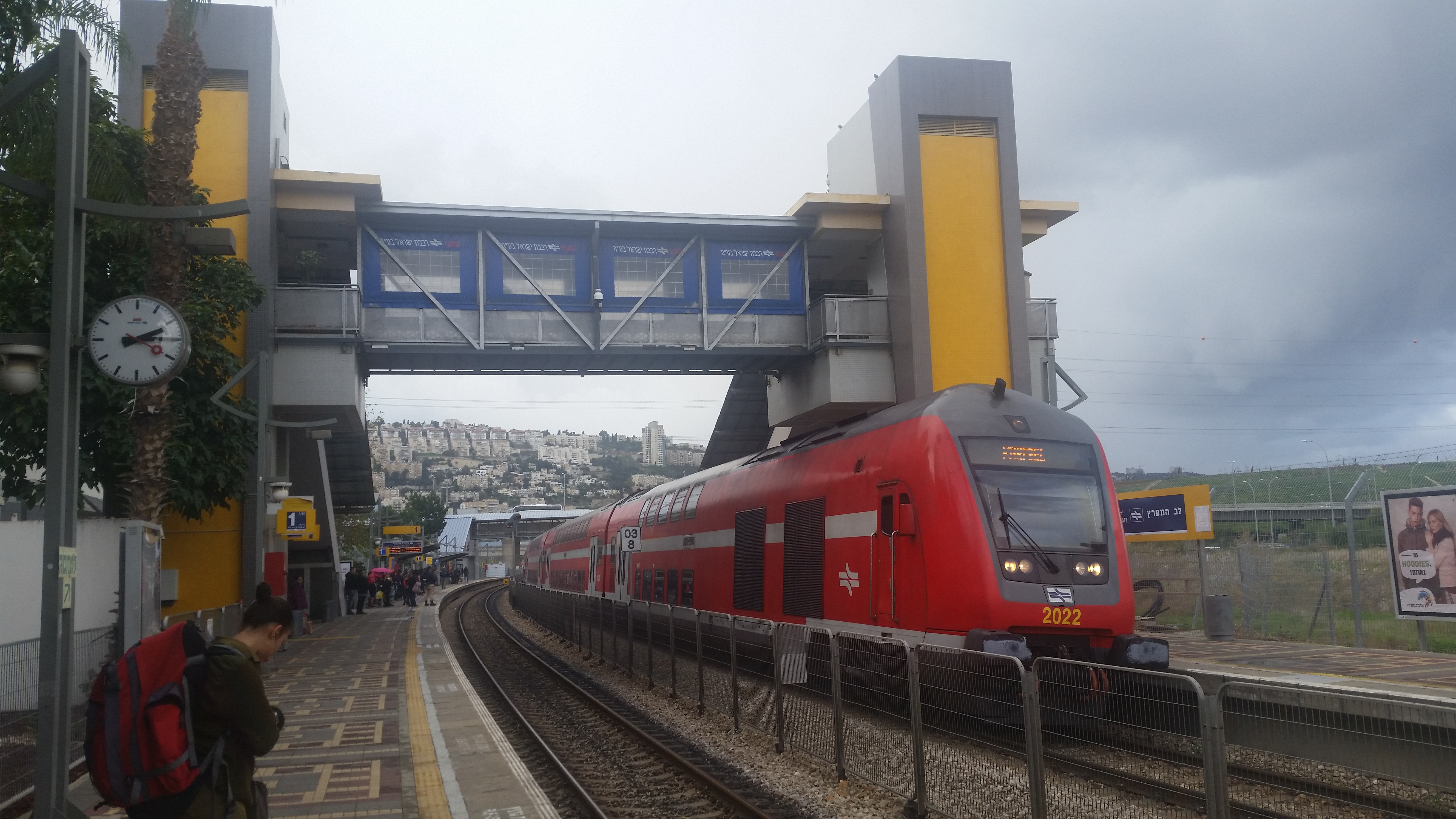
قطار متجه إلى كرمئيل في محطة القطار مركزيت همفراتس―خط الساحل

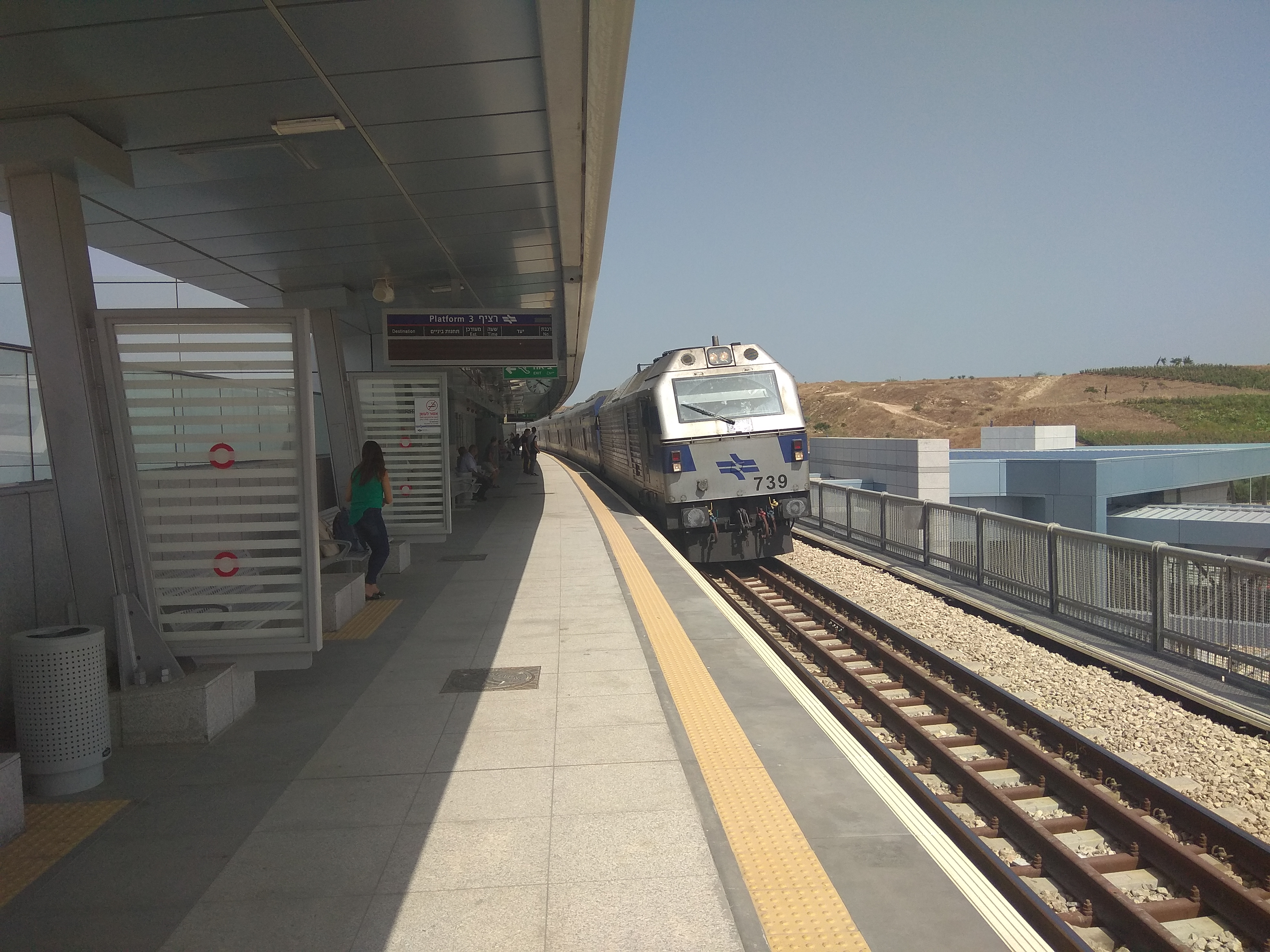
قطار متجه إلى بيت شان في محطة القطار مركزيت همفراتس―خط المرج

تأسست المحطة في عام 2001 بواسطة شركة قطار إسرائيل بتمويل من رواد أعمال من القطاع الخاص وهم رواد مول ليڤ همفراتس، وكل من الشركات أ. دوري، شوفرسال، وأمبال. سميت محطة القطار باسم «ليڤ همفراتس» نسبةً لمركز التسوق المجاور لها، لكن بعد عدة سنوات تغير اسمه إلى «سينمول». طُلب من المالكين والمخططين المُمَوِّلين تصميم ممر للركاب بحيث يمر داخل مركز التسوق. وبهذا تعتبر المحطة الأولى التي يتم بناؤها بهذه الطريقة، بعد ذلك بُنيت المحطة المجاورة «حوتسوت همفراتس» بطريقة مماثلة. بدأت المحطة العمل في 6 سبتمبر 2001.
في عام 2002 افتتح مركز المواصلات مركزيت همفراتس في مبنى مؤقت بالقرب من محطة القطار. وعندما افتتح المبنى الجديد أصبحت الحافلات المتجهة شمالاً تسافر منه بدلاً من المحطة المركزية التي تقع في حي بات غاليم غربي حيفا. وبسبب قربه أدى ذلك إلى زيادة عدد المسافرين في محطة القطار.
في 16 يوليو 2006 في خضم حرب لبنان الثانية، توقفت حركة القطارات في المحطة جراء سقوط صاروخ كاتيوشا على مرائب القطارات في وسط حيفا مما أسفر عن مقتل ثمانية من عمال السكك الحديدية الإسرائيلية. فقط في 14 أغسطس (عند نهاية الحرب)، استؤنفت حركة القطارات من وإلى المحطة.
كجُزءٍ من بناءِ سكة حديد المرج خُططَ لإنشاءِ محطةٍ جديدة في مركز المُواصلات مركزيت همفراتس باسم «لِيڤْ هَمِفْرَاتْسْ مِزْرَاخْ». بسبب التأخير في بناء المحطة، لم تكن هذه المحطة جاهزة لتاريخ الافتتاح الأصلي في عام 2016. في 3 يوليو 2018 عندما تم الانتهاء من بنائها، تم افتتاحها باعتبارها الرصيف الجديد الذي يخدم مسار مرج بن عامر وتم تسميته «مِرْكَزِيتْ هَمِفْرَاتْسْ–خط المرج». في نفس الوقت تم تغيير اللافتات في المحطة الأصلية من «لِيڤْ هَمِفْرَاتْسْ» إلى «مِرْكَزِيتْ هَمِفْرَاتْسْ–خط الساحل». وأصبحت تعرف محطة القطار بمساريها المختلفين باسم «مِرْكَزِيتْ هَمِفْرَاتْسْ» كاسم محطة الحافلات النهائية المجاورة.

## مبنى المحطة
تمر من المحطة ثلاث سكك حديدية؛ سكة حديد مزدوجة لكلا الاتجاهين على الخط الساحلي وواحدة منفردة على خط مرج ابن عامر.
في المحطة رصيفين جانبيين يتم الانتقال بينهما من خلال جسر، من الممكن الدخول والخروج من المحطة عبره كونه متصل بصالة ركاب صغيرة تقع داخل مركز التسوق (مشابه لمحطة قطار تل أبيب هشالوم). للمرور منه يجب على الركاب العبور من مركز التسوق. لذلك في أواخر 2016 افتتح مخرج إضافي من المحطة في الطرف الجنوبي من الرصيف 1، مما سمح الوصول المباشر إلى محطة الحافلات النهائية. في عام 2018 بُني جسر إضافي للمشاة يربط مركز التسوق مع مركز المواصلات مركزيت همفراتس بعد أعمال تطوير.
في أواخر 2017 بدأ مشروع شركة قطار إسرائيل لتطوير محطة القطار. كجزء منه مُددت الأرصفة على السكة الساحلية لتصبح بطول 373 مترًا (هي الأطول في البلاد اعتبارًا من 2019). بالإضافة إلى ذلك بُني جسر للمشاة بطول 60 مترًا يربط أرصفة السكة الساحلية مع أرصفة سكة المرج. كجزء من تطوير المحطة تمت إضافة السلالم المتحركة المؤدية من الجسر إلى الأرصفة، كما بنيت الغرف الفنية، وتم الإعداد لكهربة السكك الحديدية مستقبلاً.